# Joyce Moreno
Joyce Moreno (Ciutat de Panamà, 29 de setembre de 1974) és un futbolista hispano-panameny, ja retirat, que jugà de defensa.
Es va formar a les categories inferiors del Reial Madrid, tot arribant al primer filial blanc la temporada 93/94. Després de tres anys titular al Reial Madrid B, però sense oportunitats amb el primer equip, a l'estiu de 1997 fitxa pel Reial Oviedo, on roman dos anys jugant amb certa regularitat.
La temporada 99/00 és cedit al CD Leganés, on qualla una bona temporada, però a la seua tornada a Astúries amb prou feines compta amb ocasions de jugar. Després de militar dos anys a Segona amb el Burgos CF i el CD Badajoz, la carrera del panameny ha seguit en equips de Segona B.